# Chant Down Babylon
A Chant Down Babylon Bob Marley & The Wailers dalaiból készült hiphopremixek válogatásalbuma, 1999-ben jelent meg.

## Számok
1. No More Trouble (featuring Erykah Badu)
2. Rebel Music (3 O’Clock Roadblock) (featuring Krayzie Bone)
3. Johnny Was (featuring Guru)
4. Concrete Jungle (featuring Rakim)
5. Rastaman Chant (featuring Flipmode Squad)
6. Guiltiness (featuring The Lost Boyz & Mr. Cheeks)
7. Turn Your Lights Down Low (featuring Lauryn Hill)
8. Jammin’ (featuring MC Lyte)
9. Kinky Reggae (featuring Ghetto Youths Crew)
10. Roots, Rock, Reggae (featuring Steven Tyler & Joe Perry)
11. Survival A.K.A Black Survivors (featuring Chuck D)
12. Burnin’ and Lootin’ (featuring The Roots)